# 2009 год в Канаде
2009 год в истории Канады.

## События с датами

### Январь
- 5 января — завершился Чемпионат мира по хоккею с шайбой среди молодёжных команд, проходивший в Оттаве с 26 декабря 2008 года. Победителем стала команда Канады.
- 14 — 18 января- в Саскатуне, Саскачеван, прошёл чемпионат Канады по фигурному катанию.

### Февраль
- 4 — 8 февраля- в Ванкувере прошёл турнир п фигурному катанию Чемпионат четырёх континентов.

### Август
- 10 — 17 августа — в Монреале прошёл мужской теннисный турнир серии Masters Rogers Cup. Победителем стал Энди Маррей[1].
- 18 — 24 августа — в Торонто прошёл женский теннисный турнир Rogers Cup. Победителем стала Елена Дементьева[2].